# Ваухконен, Вильгельм
Ви́льгельм «Ви́льхо» Ва́ухконен (фин. Vilhelm "Vilho" Vauhkonen; 6 февраля 1877, Пиексямяки, Великое княжество Финляндское — 1 февраля 1957, Хельсинки, Финляндия) — финский стрелок, призёр Олимпийских игр.
Вильгельм Ваухконен родился в 1877 году в Пиексямяки, Великое княжество Финляндское. В 1912 году, на Олимпийских играх в Стокгольме, выступая за финскую команду, принял участие в соревнованиях по двум стрелковым дисциплинам, но не завоевал медалей.
После обретения Финляндией независимости Вильгельм Ваухконен выступал уже за независимую Финляндию. В 1920 году на Олимпийских играх в Антверпене он принял участие в соревнованиях по восьми стрелковым дисциплинам, и завоевал две бронзовые медали.